# Rheumaptera intersita
Rheumaptera intersita är en fjärilsart som beskrevs av Louis Beethoven Prout 1923. Rheumaptera intersita ingår i släktet Rheumaptera och familjen mätare. Inga underarter finns listade.